# Хохлатые цесарки
Хохлатые цесарки (лат. Guttera) — род птиц семейства цесарковых (Numididae). Живут в лесах к югу от Сахары. В отличие от других цесарок, они имеют характерный чёрный хохолок. В состав рода включают четыре вида:
- Guttera edouardi (Hartlaub, 1867) — Хохлатая цесарка
- Guttera plumifera — Гладкохохлая цесарка
- Guttera pucherani — Чубатая цесарка
- Guttera verreauxi (Elliot, 1870)